# Promozione Basilicata 1985-1986
Nella stagione 1985-1986 la Promozione era sesto livello del calcio italiano (il massimo livello regionale). Qui vi sono le statistiche relative al campionato in Basilicata.
Il campionato è strutturato in vari gironi all'italiana su base regionale, gestiti dai Comitati Regionali di competenza. Promozioni alla categoria superiore e retrocessioni in quella inferiore non erano sempre omogenee; erano quantificate all'inizio del campionato dal Comitato Regionale secondo le direttive stabilite dalla Lega Nazionale Dilettanti, ma flessibili, in relazione al numero delle società retrocesse dal Campionato Interregionale e perciò, a seconda delle varie situazioni regionali, la fine del campionato poteva avere degli spareggi sia di promozione che di retrocessione.

## Squadre partecipanti
| Club                              | Città (provincia)       | Stadio | Stagione precedente                      |
| --------------------------------- | ----------------------- | ------ | ---------------------------------------- |
| A.S. Astra                        | Tramutola (PZ)          |        |                                          |
| S.S. Avigliano                    | Avigliano (PZ)          |        |                                          |
| Pol. Picerno                      | Picerno (PZ)            |        | 1º posto in Prima Categoria A            |
| Pol. Bernalda                     | Bernalda (MT)           |        |                                          |
| Pol. Ferrandina                   | Ferrandina (MT)         |        | 8º posto in Prima Categoria B, ripescata |
| A.S. Forastiere Calcio            | Senise (PZ)             |        |                                          |
| A.S. Genzano                      | Genzano di Lucania (PZ) |        |                                          |
| A.C. Lauria                       | Lauria (PZ)             |        |                                          |
| A.S. Marconia                     | Marconia (MT)           |        | 1º posto in Prima Categoria B            |
| Pol. Moliterno                    | Moliterno (PZ)          |        |                                          |
| Pol. Montescaglioso               | Montescaglioso (MT)     |        |                                          |
| A.S. Murese                       | Muro Lucano (PZ)        |        | 2º posto in Prima Categoria A            |
| Pol. Pisticci                     | Pisticci (MT)           |        | 2º posto in Prima Categoria B            |
| Pol. Popolare Pescopagano Invicta | Potenza                 |        |                                          |
| Pol. Real Genzano                 | Genzano di Lucania (PZ) |        |                                          |
| U.S. Scanzano                     | Scanzano Jonico (MT)    |        |                                          |
| C.S. Vultur Rionero               | Rionero in Vulture (PZ) |        |                                          |

## Classifica finale
|  | Pos. | Squadra             | Pt | G  | V  | N  | P  | GF | GS | DR  |
|  | ---- | ------------------- | -- | -- | -- | -- | -- | -- | -- | --- |
|  | 1.   | Forastiere          | 49 | 32 | 18 | 13 | 1  | 39 | 13 | +26 |
|  | 2.   | Pescopagano Invicta | 44 | 32 | 17 | 10 | 5  | 41 | 18 | +23 |
|  | 3.   | Murese              | 44 | 32 | 18 | 8  | 6  | 43 | 27 | +16 |
|  | 4.   | Real Genzano        | 39 | 32 | 16 | 7  | 9  | 57 | 42 | +15 |
|  | 5.   | Genzano             | 37 | 32 | 11 | 15 | 6  | 38 | 24 | +14 |
|  | 6.   | Lauria              | 31 | 32 | 12 | 7  | 13 | 27 | 32 | -5  |
|  | 7.   | Scanzano            | 30 | 32 | 11 | 8  | 13 | 35 | 33 | +2  |
|  | 8.   | Astra               | 30 | 32 | 11 | 8  | 13 | 35 | 37 | -2  |
|  | 9.   | Avigliano           | 30 | 32 | 11 | 8  | 13 | 30 | 32 | -2  |
|  | 10.  | Ferrandina          | 30 | 32 | 12 | 6  | 14 | 31 | 34 | -3  |
|  | 11.  | Moliterno           | 29 | 32 | 10 | 9  | 13 | 34 | 40 | -6  |
|  | 12.  | Pisticci            | 29 | 32 | 11 | 7  | 14 | 34 | 45 | -11 |
|  | 13.  | Picerno             | 28 | 32 | 8  | 12 | 12 | 39 | 40 | -1  |
|  | 14.  | Vultur Rionero      | 27 | 32 | 11 | 5  | 16 | 35 | 41 | -6  |
|  | 15.  | Bernalda            | 27 | 32 | 8  | 11 | 13 | 35 | 43 | -8  |
|  | 16.  | Marconia (-1)       | 23 | 32 | 7  | 10 | 15 | 31 | 40 | -9  |
|  | 17.  | Montescaglioso (-1) | 13 | 32 | 5  | 4  | 23 | 31 | 78 | -47 |

- Popolare Pescopagano Invicta promosso per ripescaggio.